# Попов, Алексей Львович
Алексей Львович Попов (род. 13 июля 1974, Москва) — российский журналист и телекомментатор. Наиболее известен как комментатор гонок Формулы-1 и регбийных матчей.

## Биография
Родился в Москве 13 июля 1974 года.
Свою первую гонку Формулы-1 Попов впервые увидел в 1988 году в Бельгии — его дед работал в торгпредстве СССР. Карьеру журналиста начал в 1991 году в газете «Спорт-Экспресс». Первая статья вышла про Гран-при Бельгии. В дальнейшем писал для многих изданий, в том числе для журналов «Формула+», «Автоспорт», «Гран-при», «F1Life», газеты «Советский спорт».
Комментировать гонки начал в 1992 году на телеканале «РТР». Первая гонка — Гран-при Испании. В том же году стал сотрудником фирмы «Samipa» (Монако), которой принадлежали телевизионные права на трансляцию гонок Формулы-1 на территории России. Затем переехал в Монако, где делал передачу «Хроно». В это время он комментировал на французском телеканале «AB Moteurs» гонки CART и NASCAR. С 1996 года вновь стал работать на российском телевидении.
Номинирован в 2000-м году на премию «ТЭФИ», но статуэтку получил Владимир Маслаченко.
В 2002 году вернулся из Монако обратно в Москву. С июня 2003 по декабрь 2005 года работал на телеканале «Спорт» комментатором трансляций гонок Формулы-1 и ведущим выпусков новостей «Вести-Спорт». В 2005, 2009 и 2011—2012 годах вёл на том же телеканале программу «Гран-при с Алексеем Поповым».
В 2006 году комментировал Формулу-1 на телеканале «РЕН ТВ». С февраля 2007 по октябрь 2015 года снова работал комментатором и ведущим на телеканале «Спорт» (впоследствии — «Россия-2»), так как канал «РЕН ТВ» отказался продлевать с ним контракт. С 2012 по 2021 год работал в паре с Натальей Фабричновой.
С февраля 2007 по май 2013 года — постоянный ведущий передачи «Неделя спорта» на телеканале «Спорт», позднее — «Россия-2», вёл её поочередно с Дмитрием Губерниевым. С 2013 по 2015 год регулярно вёл программу «Задай вопрос министру». Комментировал гонки Мировой серии «Рено», международные регбийные матчи, иногда — биатлонные гонки на том же телеканале.
Попова часто называют «российским голосом „Формулы-1“» из-за фразы, с которой он начинает свои репортажи. Хотя по признанию самого комментатора, на самом деле эти слова относятся к телеканалу, на котором идут трансляции.
С ноября 2015 по август 2024 года работал на телеканале «Матч ТВ» в том же качестве, что и на «России-2». В 2016 году на канале «Матч! Арена» совместно с Владимиром Башмаковым комментировал отдельные этапы серии IndyCar, в 2018—2022 — NASCAR. Был ведущим шоу «Все на матч!».
После того, как Формула-1 расторгла контракт с телеканалом «Матч ТВ» в марте 2022 года, Попов и Наталья Фабричнова начали вести совместные онлайн-трансляции в социальных сетях, где комментируют гонки в аудиоформате.
Много лет комментирует матчи кубков мира по регби, а также матчи чемпионата России по регби в официальных каналах Федерации Регби России.

## Работа на телевидении
- 1992 — РТР
- 1993—1995 — «AB Moteurs»
- 1996 — РТР
- 1997—1999 — ТВ Центр
- 2000—2002 — РТР[16]
- 2002—2005 — «Россия» и «Спорт»[17]
- 2006 — «РЕН ТВ»[18][19]
- 2007—2009 — «Спорт»
- 2010—2015 — «Россия-2» и «Спорт-1»
- 2015—2022 — «Матч ТВ»

## Литературная деятельность
В 1999 году вместе с Сергеем Ческидовым написал книгу «Формула-1. Из первых уст. Сезон-1999».
В 2017 году выпустил книгу «Формула-1. Российский голос». По словам Попова, он работал над ней два года, однако общество её не оценило, и Алексей на книге ничего не заработал.

## Награды
Номинирован в 2000 году на премию «ТЭФИ», но статуэтку получил Владимир Маслаченко.
Лауреат премии «Народный голос спорта», 2021 год.

## Личная жизнь
Алексей Попов был трижды женат.
В первом браке с француженкой у Попова родились двое сыновей. Со второй женой Татьяной комментатор развелся в 2011 году — в этом браке родился ещё один сын.
14 июля 2023 года женился в третий раз — на коллеге по комментаторской деятельности Наталье Фабричновой.